# Endoproteinasa Lys-C
La Endoproteinasa Lys-C es una proteasa que corta específicamente en el extremo carboxilo terminal de residuos de lisina. Su actividad óptima se encuentra en el rango de pH de 7.0 - 9.0.